# Ismail Ahmed Ismail
Ismail Ahmed Ismail, född den 10 september 1984 i Khartoum är en sudanesisk friidrottare som tävlar i medeldistanslöpning.
Ismail deltog vid VM för juniorer 2002 där han slutade femma på 800 meter. Han deltog även vid VM 2003 i Paris där han inte tog sig vidare till finalen. På afrikanska mästerskapen 2004 slutade han trea på 800 meter och vid Olympiska sommarspelen 2004 blev han åtta i finalen. 
Under 2006 deltog han i afrikanska mästerskapen och slutade denna gång på en andra plats. Samma resultat blev det vid Olympiska sommarspelen 2008 i Peking. Ismails silvermedalj var den första medalj som Sudan vunnit i ett olympiskt spel. 